# .sa
.sa es el dominio de nivel superior geográfico (ccTLD) para Arabia Saudita.